# Episodi de I bastardi di Pizzofalcone (prima stagione)
La prima stagione della serie televisiva I bastardi di Pizzofalcone, formata da 6 episodi, è trasmessa in prima visione assoluta da Rai 1 e da Rai HD dal 9 gennaio al 6 febbraio 2017.
| nº | Titolo       | Prima TV        |
| -- | ------------ | --------------- |
| 1  | I bastardi   | 9 gennaio 2017  |
| 2  | Rabbia       | 10 gennaio 2017 |
| 3  | Vicini       | 16 gennaio 2017 |
| 4  | Gelo         | 23 gennaio 2017 |
| 5  | Misericordia | 30 gennaio 2017 |
| 6  | Buio         | 6 febbraio 2017 |

## I bastardi
Giuseppe Lojacono viene trasferito nel commissariato più decadente di Napoli, Pizzofalcone, dove alcuni ex poliziotti sono stati arrestati per rapporti con la camorra. Giuseppe è molto rispettoso della legge, a differenza dei colleghi dal carattere un po' indifferente e flemmatico, e immediatamente si immischia nel primo caso di omicidio che non compete più a Pizzofalcone. Una donna, moglie di un notaio salernitano, è morta in casa uccisa da una palla di vetro da collezione rappresentante una hawaiana. Sulle prime, Giuseppe pensa che il notaio abbia ucciso la moglie per vivere la sua relazione extraconiugale con una bella ragazza, ma non è così. Si scoprirà che è stato l'autista personale, innamorato segretamente della donna, a regalarle la palla, volendo fuggire con lei, e al suo rifiuto, preso da un raptus, a colpirla mortalmente. La risoluzione del caso permette al questore di Napoli di tornare ad avere fiducia in Pizzofalcone, con nuove prospettive per il futuro.
- Altri interpreti: Francesco Paolantoni (notaio Arturo Fusco), Valeria Vaiano (segretaria Carolina Rea).
- Ascolti Italia: telespettatori 6 944 000 - share 25,5% [1]

## Rabbia
L'autista di due ricche anziane signore è trovato morto all'ingresso della villa. Giuseppe indaga, ma le due vecchie sembrano molto confuse nel descrivere la vita privata del loro dipendente. Giuseppe allora scopre che il defunto era uno spacciatore da poco uscito dal carcere, che con la complicità di un secondo uomo si era macchiato dell'omicidio di tre ragazzi a una festa, avendo distribuito droga tagliata male. Grazie ad una fotografia vista nella nobile villa, Giuseppe scopre che una delle vittime era la nipote della proprietaria e arriva a sospettare che sia stata costei, con la complicità della sorella e di due loro amiche imparentate con le altre due vittime, ad offrire apposta il lavoro all'ex spacciatore per vendicarsi. I sospetti alla fine si tradurranno in certezza. Alex Di Nardo nel frattempo si reca a Roma per incontrare una sua amante in un albergo.
- Altri interpreti: Peppe Lanzetta (Gennaro Castrovetere), Gea Martire (Clelia Filangeri), Lucia Ragni (Giacinta Filangeri), Franco Pennasilico (Salvatore Parascandolo), Tina Femiano (signora Carmignano)
- Ascolti Italia: telespettatori 6 806 000 - share 25,5% [2]

## Vicini
Giuseppe vede arrivare nella sua vita la giovane figlia diciassettenne, con cui non ha un rapporto molto facile, perché troppo protettivo, mentre lei vorrebbe più spazio e comprensione, specialmente per il fatto di essere etichettata come "figlia di un mafioso", per via del trasferimento immediato del padre da Agrigento. Il nuovo caso di omicidio vede Giuseppe implicato nella misteriosa morte di una giovane donna che svolgeva lavori di pulizia in un condominio. Inizialmente si sospetta del marito, successivamente di un ragazzo figlio di una buona famiglia presso cui la vittima lavorava; la madre del ragazzo aveva cacciato la giovane a causa di una presunta relazione col figlio ma l'aveva poi riassunta. Tuttavia il vero assassino sembra essere la moglie di un uomo, pure abitante nel condominio, che intratteneva una relazione amorosa con la vittima usando il telefono dell'anziana madre per non farsi scoprire dalla consorte.
Alla fine si scopre però che non è stata la donna ad uccidere la ragazza (che lei aveva solo tramortito), ma il marito dell'ex portinaia, che, accorso dopo l'accaduto, aveva avvicinato la ragazza, tramortita ma ancora viva dopo la lite, e le aveva slacciato il vestito per molestarla. La ragazza si era ripresa e, accortasi dell'uomo, gli aveva rivolto uno sguardo di disprezzo, e questi, in un impulso di rabbia, l'aveva strangolata. La geniale intuizione dell'ispettore, ossia che l'uomo aveva ucciso un'altra giovane donna anni addietro in circostanze analoghe, verrà confermata. L'uomo chiede a Lojacono di essere portato in prigione, per impedirgli di fare ancora del male. Chiede inoltre di non incontrare la propria moglie, di cui teme il giudizio. La Commissaria della Scientifica Rosaria Martone comincia a corteggiare discretamente Alex Di Nardo.
- Altri interpreti: Michele Caputo (Salvatore Piscopo, marito di Teresa), Nunzia Schiano (donna Rosetta, portinaia), Salvatore Cantalupo (Vincenzo Marino, marito della portinaia), Gisella Burinato (signora Faggin), Nicola Di Pinto (Toni Musella, cittadino depresso osservato da Pisanelli).
- Ascolti Italia: telespettatori 6 558 000 - share 24,7% [3]

## Gelo
Giuseppe Lojacono indaga sull'omicidio di due fratelli giovanissimi: ragazzo e ragazza, provenienti dalla Calabria. Gli amici della vittima dicono di aver sentito delle grida di lite la notte dell'assassinio, e così Giuseppe si concentra nell'interrogare il fidanzato della ragazza uccisa, perché descritto come violento. Tuttavia il giovane si dimostra innocente e così le indagini si spostano sul pluricondannato genitore delle vittime, anche lui descritto come persona violenta e insoddisfatta del lavoro dei figli perché legato ai vecchi canoni d'onore del sud. Infatti il figlio era ricercatore in biotecnologie all'Università Federico II di Napoli e la figlia faceva saltuariamente la fotomodella ma solo per guadagnare la somma di 3 700 euro. Lojacono è incuriosito dal fatto che la ragazza aveva chiesto quella cifra esatta, e intuisce che quel dettaglio sia significativo. Giuseppe è messo alle strette perché il caso non si risolve e il commissariato rischia di essere affidato alla supervisione di un viscido sottoposto del questore capo. Dopo che anche il padre, dopo aver rischiato l'arresto, viene dichiarato innocente perché risulta aver passato la notte del delitto in compagnia di una prostituta, i sospetti cadono sul ricco amico della vittima, suo compagno di studi e di lavoro e figlio di un influente professore universitario. Giuseppe scopre che il giovane era sempre stato geloso della bravura del collega, il quale aveva deciso di depositare solo col proprio nome un nuovo brevetto grazie ai soldi procurati apposta dalla sorella, e che in un attimo di follia aveva ucciso entrambi. Rosaria Martone e Alex Di Nardo iniziano una relazione e lo stesso fanno l'Ispettore Giuseppe Lojacono e la PM Laura Piras.
- Ascolti Italia: telespettatori 7 015 000 - share 28% [4]

## Misericordia
Giuseppe indaga sulla morte di una ragazza nigeriana dietro la chiesa dove era protetta da don Michele. Giuseppe tenta di ricostruire la vicenda cercando le testimonianze dei passanti: inizialmente i sospetti cadono sul prete, successivamente sul fratello dell'uccisa. Tuttavia il caso non è risolto. Mentre inoltre Giuseppe inizia ad avere problemi nella relazione amorosa con la PM Laura, il sostituto commissario Giorgio Pisanelli crede di essere sulle tracce del misterioso assassino che, secondo lui, ucciderebbe degli anziani facendo poi credere in un disperato suicidio di tutte le stesse vittime. Giuseppe, intanto, scopre che la ragazza uccisa aveva un passato difficile da prostituta sfruttata e che, con l'aiuto di don Michele, era riuscita a fuggire e a salvare altre ragazze della sua etnia sfruttate illegalmente. Giuseppe, allora, ipotizza il coinvolgimento di uno dei tanti ragazzi protetti da don Michele, avendo capito che l'assassino dopo il delitto si era rifugiato in chiesa. Lo trova in uno dei tre giovani aiutanti di don Michele, geloso follemente della vittima.
- Altri interpreti: Nicola Di Pinto (Toni Musella, cittadino depresso osservato da Pisanelli), Antonio De Matteo (don Michele), Giovanni Buselli (Vito, parrocchiano di don Michele). Duilio A. Vaccari (PM collega Piras).
- Ascolti Italia: telespettatori 6 633 000 - share 26,64% [5]

## Buio
Un bambino, figlio di un ricco imprenditore, viene portato via amichevolmente da una persona che sembra conoscere bene (ma in realtà si tratta di un rapimento) durante una gita scolastica in un museo e rinchiuso in un magazzino freddo e buio. Le relative indagini porteranno alla conclusione che i rapitori erano stati incaricati del sequestro dal padre del bambino, lasciato dalla moglie, che vuole chiedere un riscatto al nonno, più ricco del padre stesso. La squadra di Pizzofalcone indaga, ma per poco non riesce a recuperare il bambino, che vedranno poi in diretta TV insieme ai rapitori nel corso dei festeggiamenti di Capodanno in una piazza della capitale di un paese dell'Est. Il padre confesserà ciò che ha fatto, pentendosene amaramente, e sarà arrestato. Nel frattempo, viene felicemente comunicato che il commissariato di Pizzofalcone rimarrà attivo "per almeno altri 6 mesi", grazie all'efficienza dimostrata negli ultimi mesi. L'episodio rimane, così, aperto, facendo aspettare la seconda stagione...
- Altri interpreti: Paolo Romano (Alberto Cerchia, imprenditore del Nord), Simona Caparrini (Suor Angela), Eleonora Sergio (Eva Borrelli, madre di Dodo ed ex moglie di Cerchia).
- Ascolti Italia: telespettatori 6 948 000 - share 26,8% [6]